# Хольдорф (Нижняя Саксония)
Хольдорф (нем. Holdorf) — община в Германии, в земле Нижняя Саксония.
Входит в состав района Фехта. Население составляет 6530 человек (на 31 декабря 2010 года). Занимает площадь 54,86 км².
Коммуна подразделяется на 10 сельских округов.
| Год  | Население |
| ---- | --------- |
| 1990 | 5032      |
| 1995 | 5854      |
| 2000 | 6226      |
| 2005 | 6470      |
| 2010 | 6519      |